# Ella Ewing

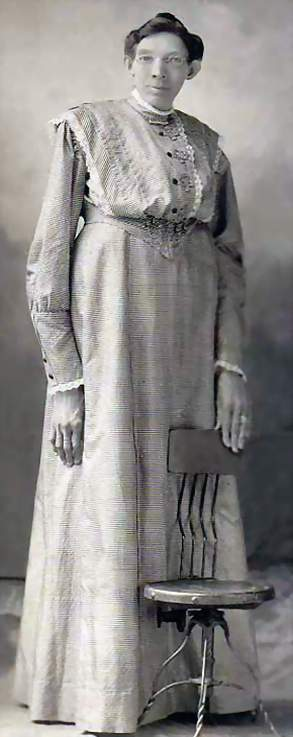
Ella Ewing

Ella Kate Ewing (* 9. März 1872 in La Grange, Missouri; † 10. Januar 1913 in South Gorin, Missouri) war eine US-Amerikanerin, die zu ihrer Lebenszeit als eine der größten Frauen weltweit galt. Wegen ihrer Körpergröße trat sie in Sideshows auf und wurde The Missouri Giantess (dt. „Die Riesin aus Missouri“) genannt.

## Biographie

### Kindheit und Adoleszenz
Ella Ewing war das einzige Kind von Benjamin F. und Anna Eliza Ewing. Als sie noch ein Kleinkind war, zog die Familie in das Scotland County, südöstlich von Gorin. Während sie ein Baby und kleines Kind war, hatte sie eine normale Größe; erst ab ihrem siebten Geburtstag zeigten sich Erscheinungen eines ungewöhnlichen Wachstums. Im Alter von 14 Jahren überragte Ella nicht nur Gleichaltrige, sondern auch ihre Eltern mit einer Größe von 2,08 m (6′ 10″). Wegen ihrer Größe entstanden auch gesellschaftliche Probleme.
Ewings maximale Größe ist wissenschaftlich umstritten, aber einige Berechnungen bescheinigten ihr über 2,44 m (8′). Nach Aufzeichnungen ihrer Mutter erreichte Ella, nach dem Ende des Wachstums im Alter von 22 Jahren, eine Höhe von 2,54 m (8′ 4″). Das Guinness-Buch der Rekorde maß Ella Ewing mit 2,25 m (7′ 4½″) und mit 2,29 m (7′ 6″) zum Zeitpunkt ihres Todes. Wie bei Großwüchsigen üblich, waren ihre Arme überproportional lang und ihre Hände und Füße ungewöhnlich groß. Deswegen musste Ewing maßgeschneiderte Kleidung und maßgefertigtes Schuhwerk tragen.

### Karriere und weiteres Leben
Trotz ihrer Abneigung, wegen ihrer Größe im Mittelpunkt zu stehen, entschied sich Ewing aus ihrer Situation Vorteile zu ziehen: Sie trat in der Öffentlichkeit auf und ging auf Tour. Wegen ihrer Zugehörigkeit zu den Baptisten verzichtete sie jedoch auf sonntägliche Auftritte.
Ihre professionelle Karriere begann im Alter von 20 Jahren, als Lewis Epstein, ein Museumsinhaber, Ewing für 27 Tage buchte. Der Vertrag erlaubte es Ella Ewings Eltern, sie bei ihren Auftritten zu begleiten. Betrug ihre Gage anfangs noch 1.000 US-Dollar, buchte sie Epstein für fünf weitere Monate und zahlte 5.000 US-Dollar – mehr als Ellas Vater in fünf Jahren verdienen konnte. Sie startete ihrer Karriere als Sideshow-Attraktion, die bis zu ihrem Tod dauern sollte.
Im Alter von 40 Jahren starb Ella Ewing an Tuberkulose. Sie wurde am Friedhof der Harmony Grove Church in der Nähe ihrer Heimatstadt Gorin begraben. Nahe Gorin sind ein Fischteich (Ella Ewing Reservoir) und ein Kunstfestival in Memphis nach ihr benannt.